# 无限大 (游戏)
《无限大》是一款即將推出的免費角色扮演遊戲，由Naked Rain開發，网易發行。遊戲於2023年8月24日透過Gamescom對外宣布。

## 遊戲

### 設定
遊戲具有卡通渲染的動漫式美學，以神秘的城市為背景的開放世界，每座城市晝夜循環，且都居住著行人和敵人。玩家可在世界各地的城市之間旅行。每座城市的都是透過程序化生成而來（例如海灘、公共或遊樂園以及工廠）。角色可以抱貓、遊玩小遊戲，並與城市中的所有物體互動（包含在戰鬥中）。

### 機制
玩家可以在水中游泳，或跑步、騎自行車、開車、攀岩、跑酷、搏鬥，甚至使用類似蜘蛛人的繩索在摩天大樓之間擺動來穿越城市（無須耗費體力）。有些角色有獨特的橫移風格。例如，塔菲的槌子能變成自己得以騎乘的摩托車。玩家可進行各種任務和挑戰，恢復失去的記憶，解鎖各種能力，推動各角色的故事進展，最終在與敵人的戰鬥中完成最後的劇情。
玩家平時以一名角色的身份在城市中導航和戰鬥，但能在重大戰鬥事件和Boss戰期間在四名角色組成的團隊之間切換。每個角色都有獨特的屬性及能力，可增強隊友的特質。團隊還可以裝備額外的增益或主要能力，例如隊友控制、施展念力。

## 故事背景
玩家將化身為代號「無限板機」的王牌調查員，調查異常和超自然事件。在廣大的城市中，可與夥伴們探索、享受生活，或對抗威脅人類的勢力。

## 開發及發行
本遊戲屬於開放世界角色扮演遊戲，由Naked Rain開發，Naked Rain是杭州网易雷火科技有限公司旗下的工作室，許多成員來自網易在加拿大蒙特婁的分部。遊戲於2023年8月24日透過Gamescom對外宣布，並釋出首支宣傳影片，名為《代号：无限大》。2024年11月，遊戲更名為《无限大》。
2024年12月釋出新預告片，並於隔月在中國杭州舉辦線下測試活動。同時，遊戲在中國已過審並獲得版號。

## 外部連結
- 官方网站：中國、國際